# Calathea casupito
Calathea casupito är en strimbladsväxtart som först beskrevs av Nikolaus Joseph von Jacquin, och fick sitt nu gällande namn av Georg Friedrich Wilhelm Meyer. Calathea casupito ingår i släktet Calathea och familjen strimbladsväxter. Inga underarter finns listade.